# 道童
道童（どうどう、? - 1358年）は、大元ウルスに仕えたウイグル人。

## 概要
道童はカラ・ホジョ（高昌）出身のウイグル人で、仕官した後は信州路総管・平江路総管、1341年（至正元年）からは大都路ダルガチ・江浙行省参知政事・参政中書・江浙行省右丞・江浙行省平章政事といった職を歴任した。
1351年（至正11年）には江西行省平章政事に任じられたが、この歳は蘄州・黄州で紅巾の乱が勃発した。そこで平章政事の禿堅里不花が兵を率いて江州に向かうことになったが、軍事に疎い道童は城の防備のすべを知らなかった。この時、左右司郎中のブヤン・ブカが章バヤンなる人物が職を辞して撫州に居住していおり、軍務に熟知しているため、教えを請うてはどうかと提案した。道童もこの意見に賛成してともに章バヤンの下を尋ねたところ、章バヤンは「これぞまさに報国の時である」と述べて快諾し、教えを受けて道童は軍務に熟知するようになったという。
1352年（至正12年）正月には湖広が陥落し、敗れた禿堅里不花も江州より逃れ帰ったため、同年2月には新たにブヤン・ブカが反乱鎮圧のため派遣された。しかしブヤン・ブカも石頭渡で敗れてしまったために道童は省印を携えて一旦城から逃れたが、章バヤンらの働きによって城の守りが堅固なものとなると、道童も城に帰還した。3月、城は紅巾軍の包囲を受けたが、道童は功績ある者には必ず褒賞を与え、功なき者もむやみに処罰することなく、配下の将兵をよく用いたため、包囲を耐え抜いた。包囲戦が二カ月にわたるころ、道童は密に死士数千人を選び、顔を青く塗って黄布・黄衣を着せ、前鋒軍とした。さらに数戦の精鋭を選んで中軍とし、殿軍も含めて三段の軍団を編成した上で、万戸の章妥因卜魯哈歹に指揮をゆだねた。この奇襲軍は夜間の内に城外に出て潜み、黎明に敵軍を急襲して敗走させることに成功した。この一戦では章バヤン、ブヤン・ブカらの功績が大きかったが、章バヤンはこの後まもなく病によって死去してしまった。この功績により道童は大司徒・開府の位を加えられ、龍衣・御酒を下賜された。
同年秋、朝廷はイリンジバルを江西行省左丞相に、コニチを左丞にそれぞれ任命して江西に援軍として派遣したが、イリンジバルは急死してしまったため、コニチと道童らが江西の守りを担うこととなった。このころ道童は富州・瑞州を平定したが、この年は干ばつとなってしまった。そこで道童は江浙行省に働きかけて米・塩を借り入れ、民の暮らしを救った。このためこの地方の暮らしは安定し、数年にわたって賊の侵攻を寄せ付けなかったという。
1358年（至正18年）4月、陳友諒が再び江西城攻めを始めたが、このころ平章政事に昇格になったコニチと道童の間で不和が生していた。もともと将士の支持を得られていなかったコニチは、城が陥落しそうになると夜に逃げ出してしまった。道童も江西城を出て義兵を募り城の奪還を図るも、大勢は覆しがたいことを悟った。そこで道童は「我は大臣となり官位は極品に至りながら、城を陥落させて守ることができず、何の面目をもって人に見えることができようか」と語り、敢えて敵兵を迎え撃って殺されたという。